# Legionella beliardensis
Espèce
Legionella beliardensis est une espèce de bactérie à Gram négatif du genre Legionella de la famille des Legionellaceae et isolée initialement à Montbéliard.

## Description
Legionella beliardensis est une espèce de Legionella formée par des bacilles à Gram négatif.
Cette espèce est cinq fois plus résistance au chlore que ne l'est Escherichia coli.

## Taxonomie
Le nom correct complet (avec auteur) de ce taxon est Legionella beliardensis Lo Presti (d) et al. 2001,.
La souche type de cette espèce est la souche Montbéliard A1, déposé dans différentes banques de cultures bactériennes de références sous les identifiants ATCC 700512, DSM 19152, CIP 106632 et NCTC13315.

### Étymologie
L'étymologie du nom de spécifique de Legionella beliardensis est basée sur le lieu d'isolement de sa souche type. Elle est la suivante be.li.ar.den’sis. L. masc./fem. adj. beliardensis, appartenant à ou provenant de Montbéliard (France), dont le nom latin était Montem Beliardae.

## Habitat
Tout comme les espèces L. gresilensis, L. birminghamensis, L. feeleii, L. fairfieldensis, L. drozanskii et L. fallonii, cette bactérie peut être retrouvée comme particule infectieuse des Acanthamoeba lesquelles lui servent d'hôte pour s'y multiplier et de vecteur de propagation dans l'eau.